# Oblast Sumy
Die Oblast Sumy (ukrainisch Сумська область Sums’ka oblast’) ist eine von 25 Verwaltungseinheiten (Oblaste der Ukraine) im Nordosten der Ukraine. Sie hat 1.053.452 Einwohner (Anfang 2021; de facto). Die Oblast grenzt im Norden und Osten an Russland (mit den Oblasten Brjansk, Kursk und Belgorod). Die Westgrenze liegt an der Oblast Tschernihiw; die Desna trennt die Grenze im nördlichen Teil. Im Süden grenzt die Oblast Sumy an die Oblaste Poltawa und Charkiw.

## Geschichte
Die Oblast Sumy wurde am 10. Januar 1939 innerhalb der Ukrainischen SSR gebildet. Dazu wurden Rajone und Städte von den Oblasten Charkiw, Poltawa und Tschernihiw abgetrennt.
Im Rahmen des Russischen Überfalls auf die Ukraine wurden Teile der Oblast 2022 zeitweise von russischen Truppen besetzt.

## Größte Städte
Hauptstadt der Oblast Sumy ist die gleichnamige Stadt Sumy.
| Stadt                                                                                     | Ukrainischer Name | Russischer Name | Einwohner 1. Januar 2021 |
| ----------------------------------------------------------------------------------------- | ----------------- | --------------- | ------------------------ |
| Sumy                                                                                      | Суми              | Сумы            | 259.660                  |
| Konotop                                                                                   | Конотоп           | Конотоп         | 084.787                  |
| Schostka                                                                                  | Шостка            | Шостка          | 073.197                  |
| Ochtyrka                                                                                  | Охтирка           | Ахтырка         | 047.216                  |
| Romny                                                                                     | Ромни             | Ромны           | 038.305                  |
| Hluchiw                                                                                   | Глухів            | Глухов          | 032.248                  |
| Lebedyn                                                                                   | Лебедин           | Лебедин         | 024.238                  |
| Krolewez                                                                                  | Кролевець         | Кролевец        | 022.437                  |
| Trostjanez                                                                                | Тростянець        | Тростянец       | 019.797                  |
| Bilopillja                                                                                | Білопілля         | Белополье       | 015.850                  |
| Putywl                                                                                    | Путивль           | Путивль         | 015.100                  |
| Buryn                                                                                     | Буринь            | Бурынь          | 008.359                  |
| Krasnopillja                                                                              | Краснопілля       | Краснополье     | 007.849                  |
| Seredyna-Buda                                                                             | Середина-Буда     | Середина-Буда   | 006.963                  |
| Woroschba                                                                                 | Ворожба           | Ворожба         | 006.809                  |
| Woronisch                                                                                 | Вороніж           | Воронеж         | 006.669                  |
| Swessa                                                                                    | Свеса             | Свесса          | 006.310                  |
| Quellen: Ukrainisches Amt für Statistik, Seiten 38, 39 und Sekundärquelle City Population |                   |                 |                          |

## Verwaltungsgliederung
Die Oblast Sumy ist verwaltungstechnisch in 5 Rajone unterteilt; bis zur großen Rajonsreform am 18. Juli 2020 war sie in 18 Rajone sowie 7 direkt der Oblastverwaltung unterstehende (rajonfreie) Städte unterteilt. Dies waren die Städte Hluchiw, Konotop, Lebedyn, Ochtyrka, Romny und Schostka sowie das namensgebende Verwaltungszentrum der Oblast, die Stadt Sumy.

### Rajone der Oblast Sumy mit deren Verwaltungszentren
| Rajon                | Rajon                                  | Verwaltungssitz  | Fläche | Weitere frühere (bis 2020) Rajonzentren und rajonfreie Städte |
| deutsche Bezeichnung | ukrainische Bezeichnung                | Transkription    | km²    | Weitere frühere (bis 2020) Rajonzentren und rajonfreie Städte |
| -------------------- | -------------------------------------- | ---------------- | ------ | ------------------------------------------------------------- |
| Rajon Konotop        | Конотопський район Konotopskyj rajon   | Konotop (Stadt)  | 5190,6 | Buryn, Krolewez, Putywl                                       |
| Rajon Ochtyrka       | Охтирський район Ochtyrskyj rajon      | Ochtyrka (Stadt) | 3196,6 | Trostjanez, Welyka Pyssariwka                                 |
| Rajon Romny          | Роменський район Romenskyj rajon       | Romny (Stadt)    | 3882,7 | Lypowa Dolyna, Nedryhajliw                                    |
| Rajon Schostka       | Шосткинський район Schostkynskyj rajon | Schostka (Stadt) | 5072,3 | Hluchiw, Jampil, Seredyna-Buda                                |
| Rajon Sumy           | Сумський район Sumskyj rajon           | Sumy (Stadt)     | 6499,4 | Bilopillja, Krasnopillja, Lebedyn                             |

Bis 2020 gab es folgende Rajonsaufteilung:

Karte der Rajone und rajonfreien Städte der Oblast (bis 2020)

| Rajon                   | Rajon                                             | Verwaltungssitz                               | Fläche | 2020           |
| deutsche Bezeichnung    | ukrainische Bezeichnung                           | Transkription                                 | km²    | aufgegangen in |
| ----------------------- | ------------------------------------------------- | --------------------------------------------- | ------ | -------------- |
| Rajon Bilopillja        | Білопільський район Bilopilskyj rajon             | Bilopillja (Stadt)                            | 1.443  | Rajon Sumy     |
| Rajon Buryn             | Буринський район Burynskyj rajon                  | Buryn (Stadt)                                 | 1.104  | Rajon Konotop  |
| Rajon Hluchiw           | Глухівський район Hluchiwskyj rajon               | Hluchiw (Stadt)                               | 1.661  | Rajon Schostka |
| Rajon Jampil            | Ямпільський район Jampilskyj rajon                | Jampil (Siedlung städtischen Typs)            | 0.943  | Rajon Schostka |
| Rajon Konotop           | Конотопський район Konotopskyj rajon              | Konotop (Stadt)                               | 1.667  | Rajon Konotop  |
| Rajon Krasnopillja      | Краснопільський район Krasnopilskyj rajon         | Krasnopillja (Siedlung städtischen Typs)      | 1.351  | Rajon Sumy     |
| Rajon Krolewez          | Кролевецький район Krolewezkyj rajon              | Krolewez (Stadt)                              | 1.284  | Rajon Konotop  |
| Rajon Lebedyn           | Лебединський район Lebedynskyj rajon              | Lebedyn (Stadt)                               | 1.542  | Rajon Sumy     |
| Rajon Lypowa Dolyna     | Липоводолинський район Lypowodolynskyj rajon      | Lypowa Dolyna (Siedlung städtischen Typs)     | 0.882  | Rajon Romny    |
| Rajon Nedryhajliw       | Недригайлівський район Nedryhajliwskyj rajon      | Nedryhajliw (Siedlung städtischen Typs)       | 1.036  | Rajon Romny    |
| Rajon Ochtyrka          | Охтирський район Ochtyrskyj rajon                 | Ochtyrka (Stadt)                              | 1.287  | Rajon Ochtyrka |
| Rajon Putywl            | Путивльський район Putywlskyj rajon               | Putywl (Stadt)                                | 1.103  | Rajon Konotop  |
| Rajon Romny             | Роменський район Romenskyj rajon                  | Romny (Stadt)                                 | 1.859  | Rajon Romny    |
| Rajon Schostka          | Шосткинський район Schostkynskyj rajon            | Schostka (Stadt)                              | 1.219  | Rajon Schostka |
| Rajon Seredyna-Buda     | Середино-Будський район Seredyno-Budskyj rajon    | Seredyna-Buda (Stadt)                         | 1.123  | Rajon Schostka |
| Rajon Sumy              | Сумський район Sumskyj rajon                      | Sumy (Stadt)                                  | 1.855  | Rajon Sumy     |
| Rajon Trostjanez        | Тростянецький район Trostjanezkyj rajon           | Trostjanez (Stadt)                            | 1.048  | Rajon Ochtyrka |
| Rajon Welyka Pyssariwka | Великописарівський район Welykopyssariwskyj rajon | Welyka Pyssariwka (Siedlung städtischen Typs) | 0.831  | Rajon Ochtyrka |

## Demographie
| Jahr      | 1989      | 1990      | 1995      | 1998      | 2001      | 2005      | 2008      | 2012      | 2014      | 2021      |
| --------- | --------- | --------- | --------- | --------- | --------- | --------- | --------- | --------- | --------- | --------- |
| Einwohner | 1.432.700 | 1.431.400 | 1.411.100 | 1.369.800 | 1.317.800 | 1.243.935 | 1.196.820 | 1.152.333 | 1.133.000 | 1.053.452 |

| Nationalität | Einwohner | 1989 (%) | 2001 (%) | Veränderung (%) |
| ------------ | --------- | -------- | -------- | --------------- |
| Ukrainer     | 1.152.000 | 85,5     | 88,8     | 0−5,6 %         |
| Russen       | 0.121.700 | 13,3     | 09,4     | −36,0 %         |
| Weißrussen   | 0.004.300 | 00,4     | 00,3     | −32,7 %         |

| Muttersprache | 1989 (%) | 2001 (%) |
| ------------- | -------- | -------- |
| Ukrainisch    | 78,1     | 84,0     |
| Russisch      | 21,4     | 15,6     |

## Religion
Seitens der lateinischen Kirche ist für die Oblast Sumy das Bistum Charkiw-Saporischschja zuständig. Im Dekanat Sumy sind vier Pfarreien zusammengefasst: Mariä Verkündigung in Sumy, St. Maria von Fatima in Konotop, Mariä unbefleckte Empfängnis in Romny und St. Josef in Schostka.
Das Erzbischöfliche Exarchat Charkiw der ukrainischen griechisch-katholischen Kirche unterhält in der Oblast zwei Pfarreien: Mariä Opferung in Sumy und Unsere Liebe Frau von der Immerwährenden Hilfe in Ochtyrka.